# (7161) Golitsyn
(7161) Golitsyn est un astéroïde de la ceinture principale.

## Description
(7161) Golitsyn est un astéroïde de la ceinture principale. Il fut découvert le 25 octobre 1982 à Naoutchnyï par Lioudmila Jouravliova. Il présente une orbite caractérisée par un demi-grand axe de 2,39 UA, une excentricité de 0,20 et une inclinaison de 1,8° par rapport à l'écliptique.

## Compléments